# Vraiville
Vraiville település Franciaországban, Eure megyében. Lakosainak száma 725 fő (2022. január 1.).

## Népesség
A település népessége az elmúlt években az alábbi módon változott:
| Lakosok száma | 308  | 409  | 458  | 547  | 622  | 644  | 691  | 728  | 727  | 725  |
|               | 1968 | 1982 | 1990 | 2006 | 2013 | 2015 | 2017 | 2019 | 2020 | 2022 |